# Antonio Gutiérrez de la Fuente
Pour les articles homonymes, voir De la Fuente.
Antonio Gutiérrez de la Fuente, né le 8 septembre 1796 dans la province de Tarapacá (Pérou), mort le 14 mars 1878 à Lima, est un militaire et homme d'État péruvien. 
Il est brièvement président de la République du Pérou, du 7 juin au 1er septembre 1829 sur un coup d'état.

## Biographie
La Fuente entre dans l'armée espagnole en 1813 mais est fait prisonnier en 1817. Lors de la proclamation de l'indépendance de Trujillo en 1820, il s'allie aux insurgés patriotes. En 1823, il devient préfet de Trujillo puis de 1825 à 1828, est préfet d'Arequipa. Il prend part au renversement du président La Mar et devient alors président de la République du Pérou (1829).
Vice-président de son ami Agustín Gamarra (1839-1841), il est ministre de la Guerre de 1839 à 1841 puis, promu grand maréchal en 1841, est de nouveau ministre de la Guerre en 1854-1855. 
Président du Sénat (1848-1849), maire de Lima (1863-1866 et 1868-1869), il devient sénateur de Tarapacá (1872-1878).